# North West River (plaats)
North West River is een gemeente (town) in de Canadese provincie Newfoundland en Labrador. De plaats is gelegen aan Lake Melville, centraal in de regio Labrador.

## Geschiedenis
In 1958 werd North West River een gemeente met de status van local government community (LGC). Tussen 1966 en 1971 veranderde de status van de gemeente naar die van local improvement district (LID). In 1980 werden LID's op basis van The Municipalities Act als bestuursvorm afgeschaft, waarop North West River automatisch de status van town kreeg. Tegelijkertijd werd de gemeente echter gehalveerd door de afscheiding van Sheshatshiu dat vanaf dan een indianenreservaat werd.

## Geografie
North West River ligt aan de monding van het gelijknamige riviertje in Lake Melville, een groot estuarium in de regio Labrador. Het dorp ligt op een klein schiereiland tussen Lake Melville en Little Lake, een klein meer waarin de North West River uitmondt en daarna opnieuw uitstroomt. Aan de overkant van de rivier ligt het dorp Sheshatshiu, dat via een brug met North West River verbonden is. De twee enigszins met elkaar vergroeide dorpen liggen aan het einde van Route 520, een 40 km lange provinciale route die vertrekt vanuit Happy Valley-Goose Bay.

## Demografie
De voorbije decennia was de bevolkingsomvang van North West River ondanks enkele lichte schommelingen vrij stabiel. Tussen 1991 en 2021 schommelde het inwoneraantal steeds rond de 500 à 550 inwoners.
| Demografische ontwikkeling van North West River tussen 1991 en 2021        |
| -------------------------------------------------------------------------- |
|                                                                            |
| Bron: Statistics Canada (1951–1986, 1991–1996, 2001–2006, 2011–2016, 2021) |

De bevolking bestaat ongeveer voor de helft uit Inuit en voor de helft uit blanken. Het aan de overkant van de rivier gelegen Sheshatshiu bestaat daarentegen vrijwel uitsluitend uit Innu.

## Galerij

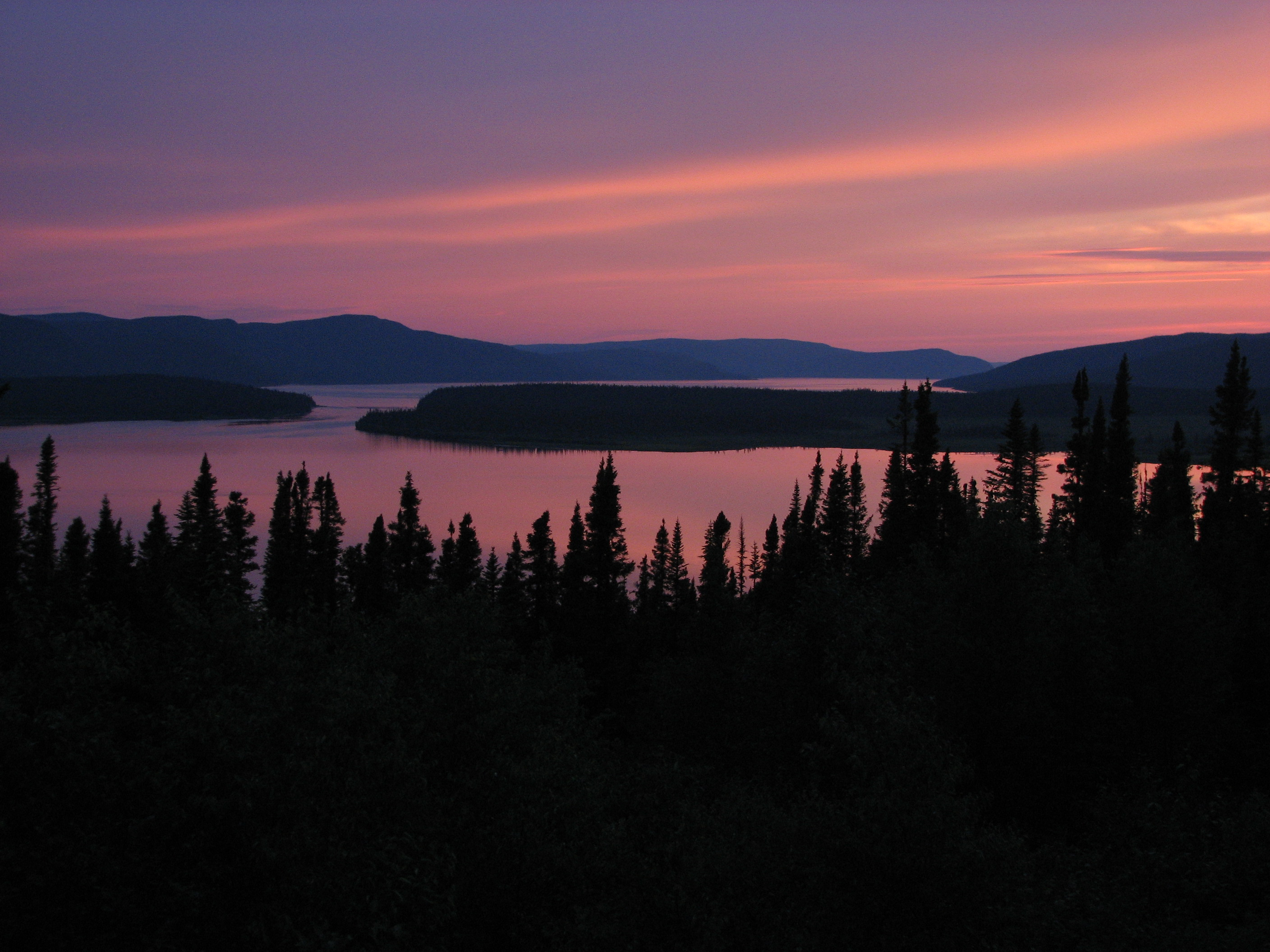
Zicht op Little Lake vanaf Sunday Hill
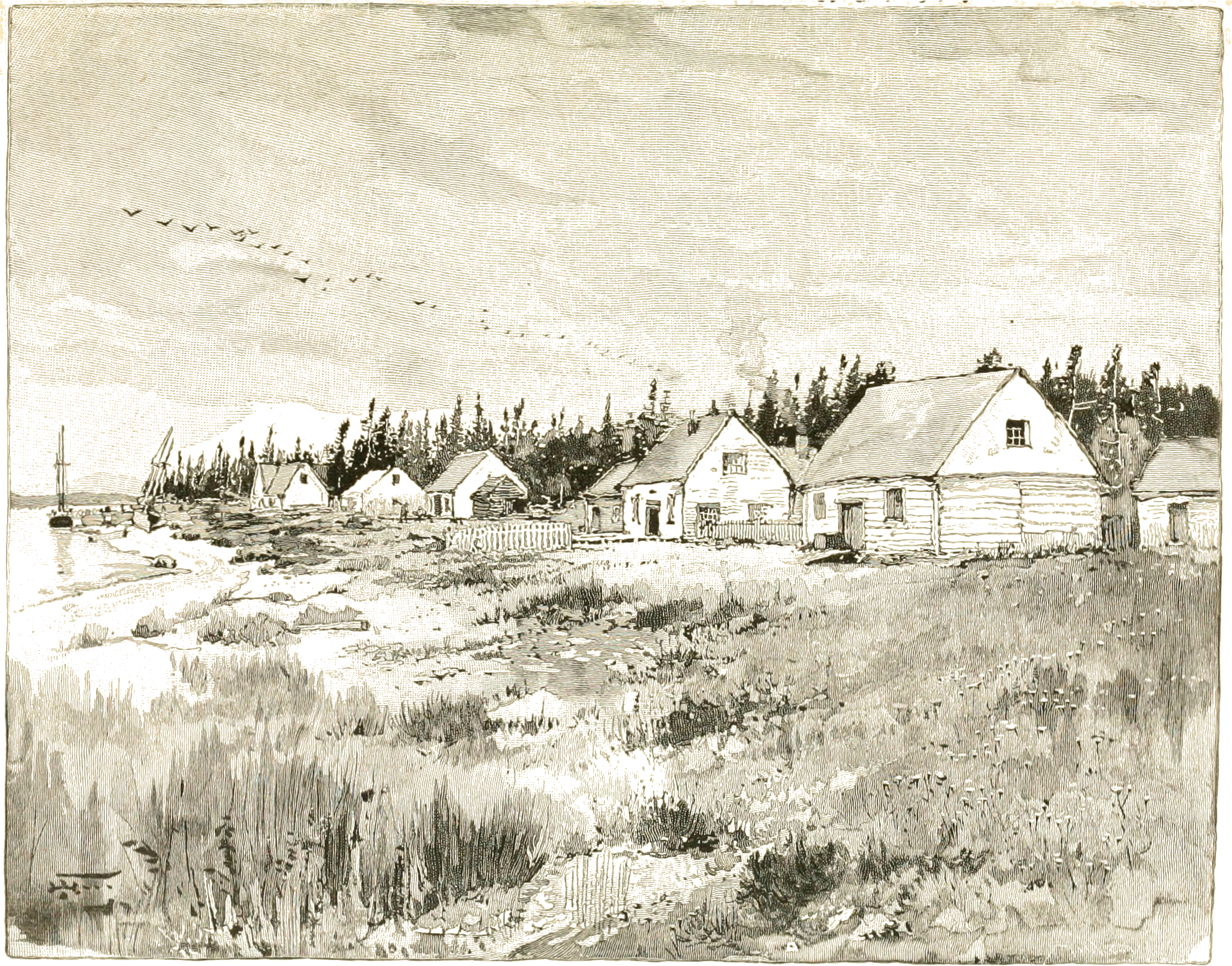
Ets van de Hudson's Bay Company-handelspost van North West River (ca. 1890)